# Comuna Novoselivka, Polohî
Novoselivka (în ucraineană Новоселівка) este o comună în raionul Polohî, regiunea Zaporijjea, Ucraina, formată din satele Mejîrici, Novoselivka (reședința) și Șevcenka.

## Demografie
Componența lingvistică a comunei Novoselivka
     Ucraineană (93,02%)
     Rusă (6,24%)
     Alte limbi (0,27%)
Conform recensământului din 2001, majoritatea populației comunei Novoselivka era vorbitoare de ucraineană (93,02%), existând în minoritate și vorbitori de rusă (6,24%).